# Siwożanka
Siwożanka (biał. Сівожанка, Siwożanka; ros. Сивожанка, Siwożanka) – wieś na Białorusi, w obwodzie mińskim, w rejonie dzierżyńskim, w sielsowiecie Stańków.

## Historia
W latach 1932–1937, w ramach Związku Sowieckiego, leżała w Polskim Rejonie Narodowym im. Feliksa Dzierżyńskiego. Od 1991 w niepodległej Białorusi.